# Wuhan Open 2016
Il Wuhan Open 2016, conosciuto anche come Dongfeng Motor Wuhan Open 2016 per motivi di sponsorizzazione, è stato un torneo di tennis giocato sul cemento. È stata la 3ª edizione del Wuhan Open, che ha fatto parte della categoria Premier nell'ambito del WTA Tour 2016. Si è giocato all'Optics Valley International Tennis Center di Wuhan, in Cina, dal 25 settembre al 1º ottobre 2016.

## Partecipanti

### Teste di serie
| Nazionalità | Giocatrice               | Ranking* | Testa di serie |
| ----------- | ------------------------ | -------- | -------------- |
| Germania    | Angelique Kerber         | 1        | 1              |
| Spagna      | Garbiñe Muguruza         | 3        | 2              |
| Polonia     | Agnieszka Radwańska      | 4        | 3              |
| Romania     | Simona Halep             | 5        | 4              |
| Rep. Ceca   | Karolína Plíšková        | 6        | 5              |
| Stati Uniti | Venus Williams           | 7        | 6              |
| Spagna      | Carla Suárez Navarro     | 8        | 7              |
| Stati Uniti | Madison Keys             | 9        | 8              |
| Russia      | Svetlana Kuznecova       | 10       | 9              |
| Slovacchia  | Dominika Cibulková       | 12       | 10             |
| Regno Unito | Johanna Konta            | 13       | 11             |
| Svizzera    | Timea Bacsinszky         | 14       | 12             |
| Italia      | Roberta Vinci            | 15       | 13             |
| Rep. Ceca   | Petra Kvitová            | 16       | 14             |
| Russia      | Anastasija Pavljučenkova | 17       | 15             |
| Australia   | Samantha Stosur          | 18       | 16             |

* Ranking al 19 settembre 2016.

### Altre partecipanti
Le seguenti giocatrici hanno ricevuto una wild card per il tabellone principale:
- Sabine Lisicki
- Peng Shuai
- Zheng Saisai

Le seguenti giocatrici sono passate dalle qualificazioni:

- Louisa Chirico
- Alizé Cornet
- Julia Görges
- Dar'ja Kasatkina
- Elizaveta Kuličkova
- Bethanie Mattek-Sands
- Kateřina Siniaková
- Heather Watson

## Campioni

### Singolare femminile
Petra Kvitová ha sconfitto in finale  Dominika Cibulková con il punteggio di 6-1, 6-1.
- È il diciottesimo titolo della carriera per Kvitová, primo della stagione e secondo a Wuhan.

### Doppio femminile
Bethanie Mattek-Sands /  Lucie Šafářová hanno sconfitto in finale  Sania Mirza /  Barbora Strýcová con il punteggio di 6-1, 6-4.